# Shwenandaw-Kloster

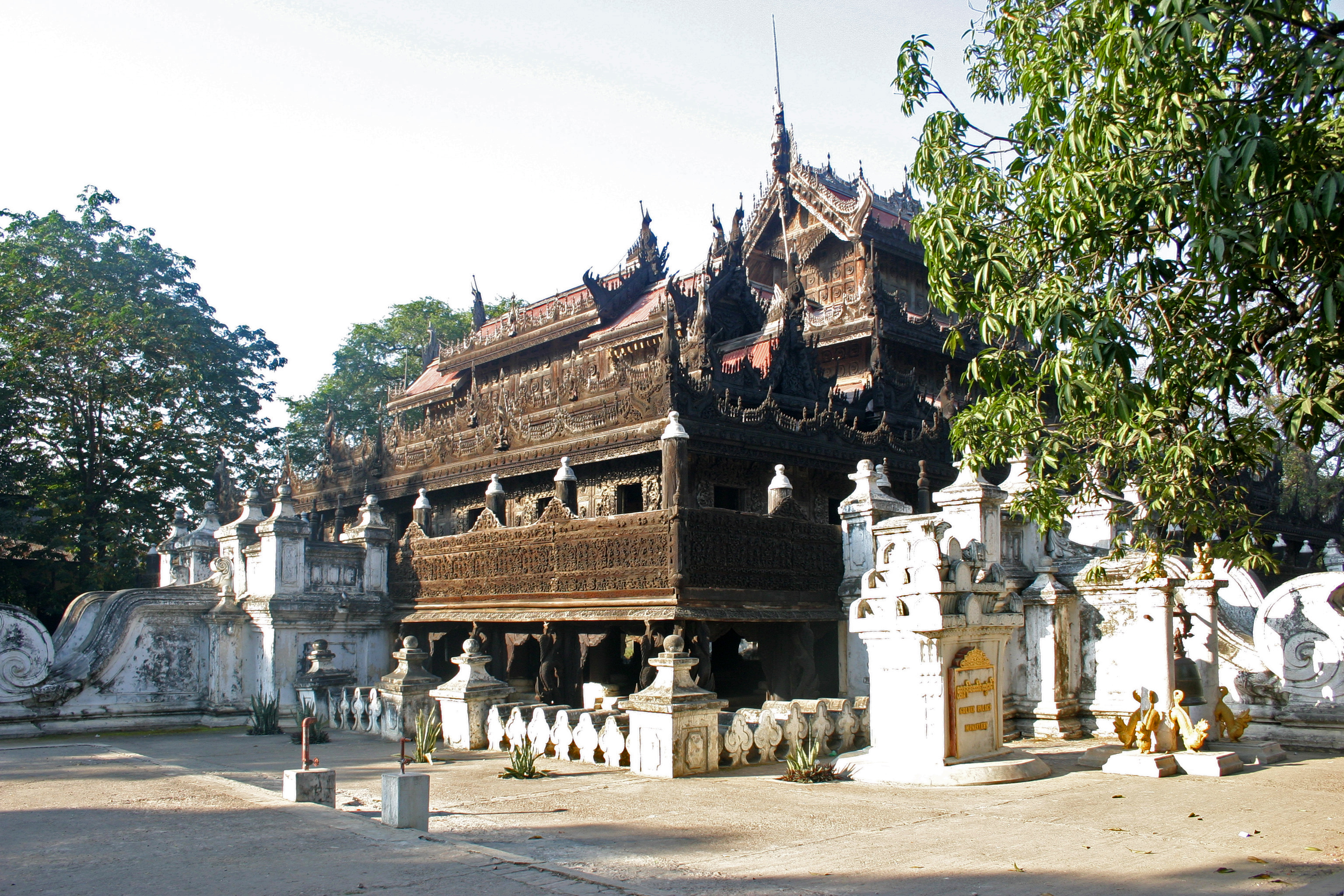
Shwenandaw-Kloster

Das Shwenandaw-Kloster (birmanisch ရွှေနန်းတော်ကျောင်း; sprich: ʃwènándɔ̀ tʃáun; übersetzt: „Gold-Palast-Kloster“) ist ein buddhistisches Kloster in Mandalay in Myanmar.

## Geschichte
Das Kloster wurde 1782 in Amarapura aus Teakholz erbaut. König Mindon ließ es 1857 zerlegen und im Palast in Mandalay wieder aufbauen. König Thibaw veranlasste 1880 einen erneuten Umzug des Klosters in die Nähe des Atumashi-Klosters. Somit ist es der einzige Teil des Palastes von Mandalay, der dem verheerenden Feuer von 1945 nicht zum Opfer fiel.

## Beschreibung
Über steinerne Treppen betritt man die umlaufende Veranda des Klosters, das auf 150 riesigen Teakholz-Stämmen ruht. In der Tempelhalle steht zwischen den vergoldeten Säulen eine Nachbildung des Königsthrons. Die Außenflächen sind fast überall mit holzgeschnitzten Blüten, Nat-Gestalten und Jatakas bedeckt.

## Galerie

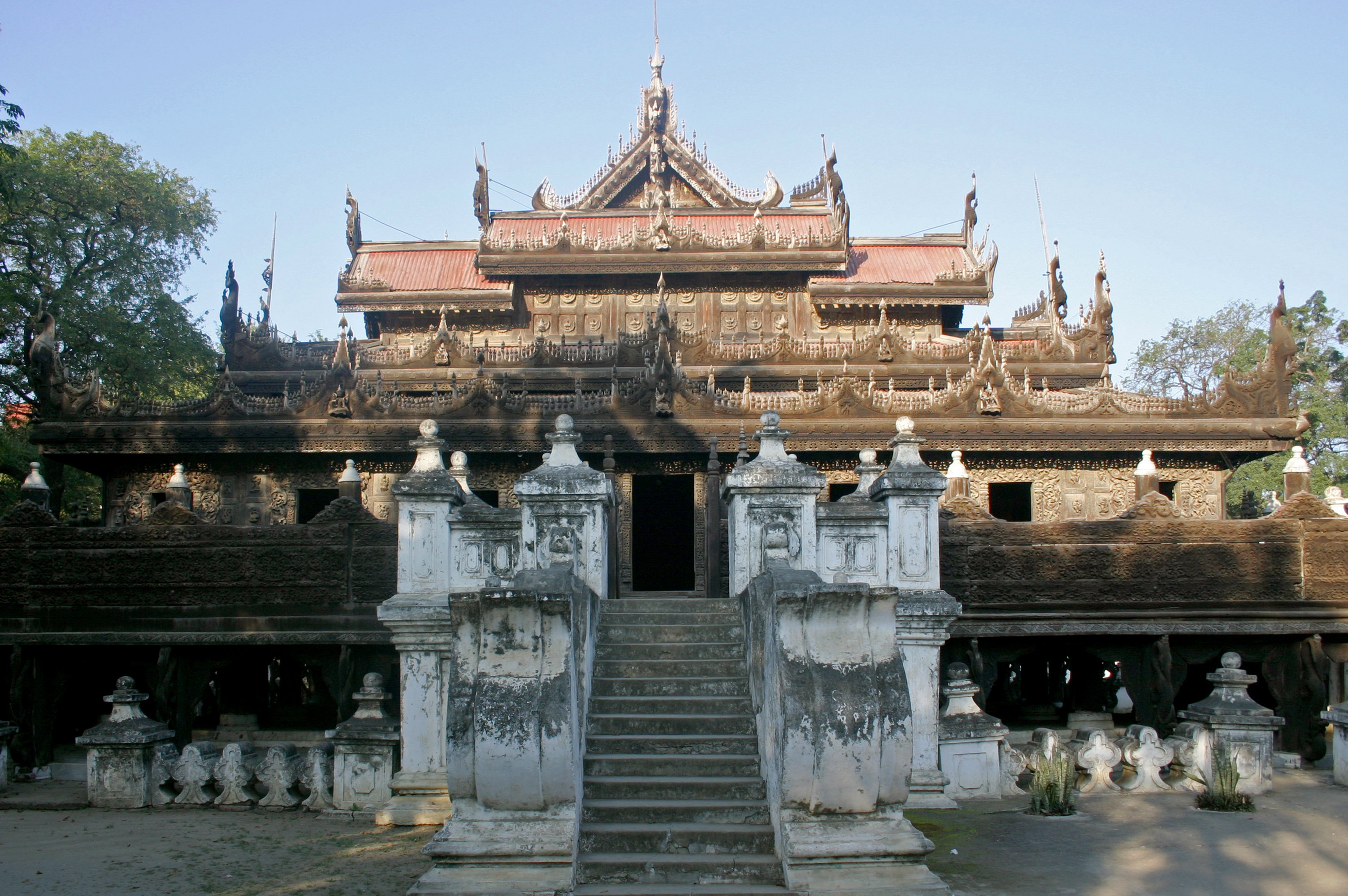
Außenansicht
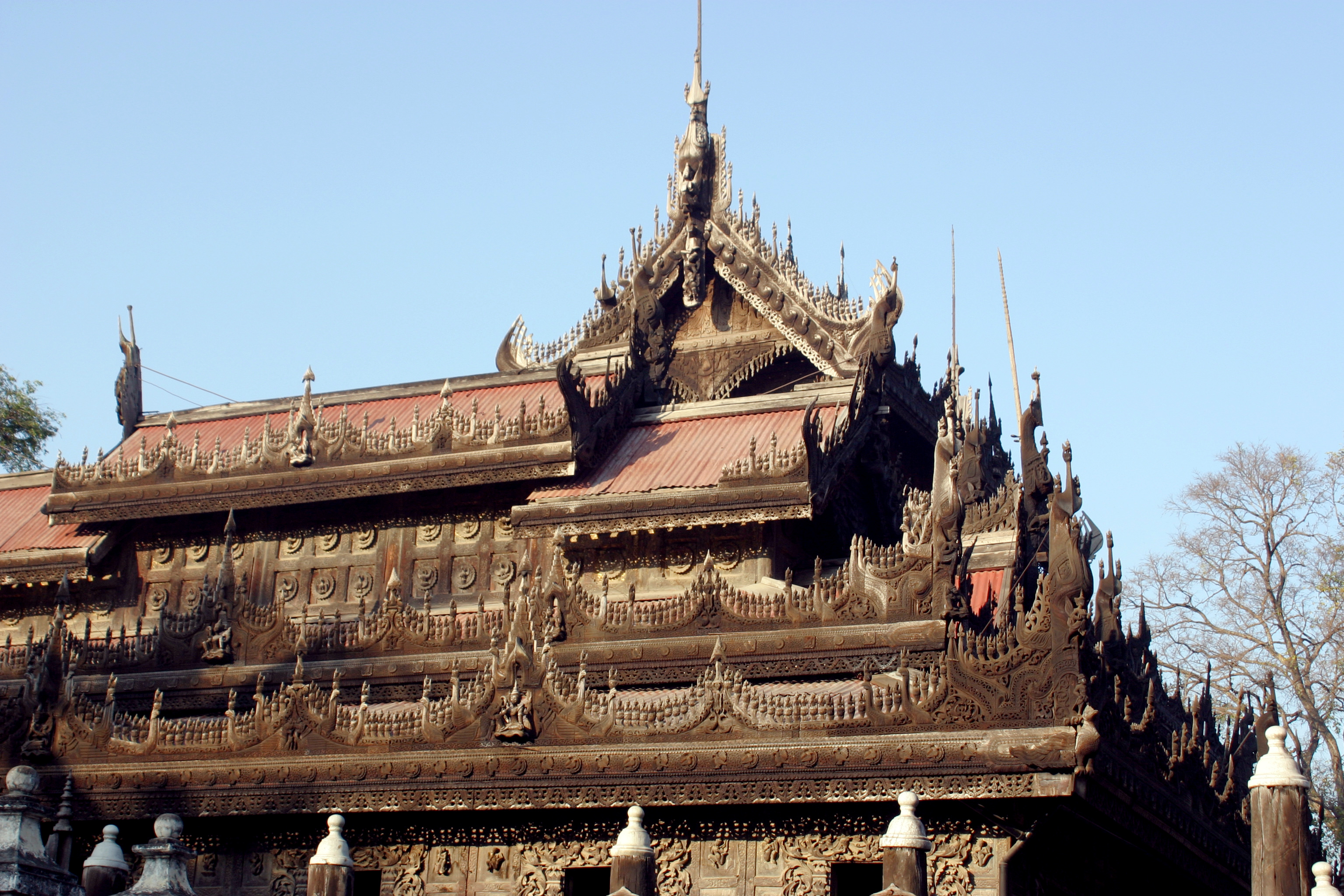
Dächer
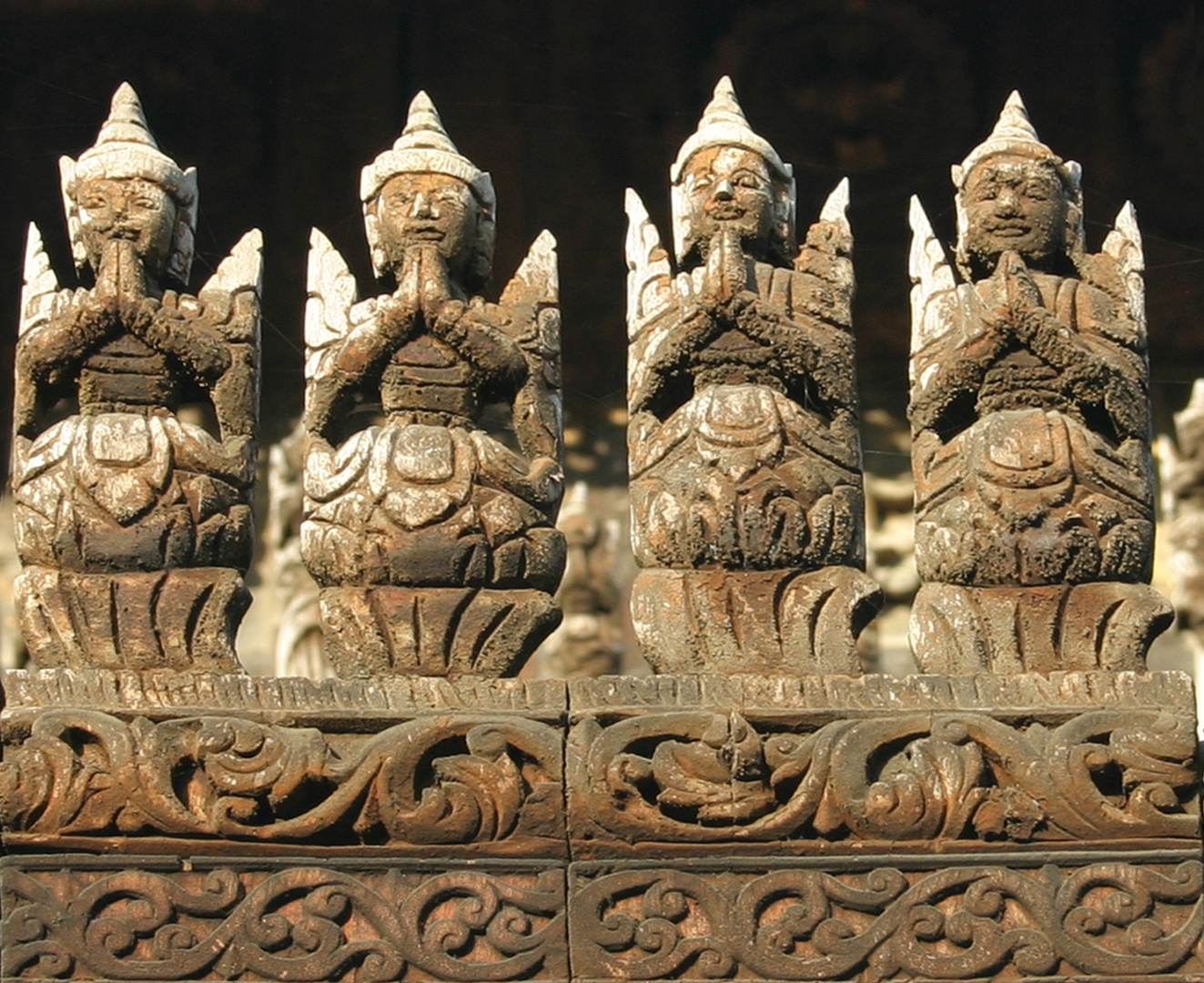
Schnitzereien
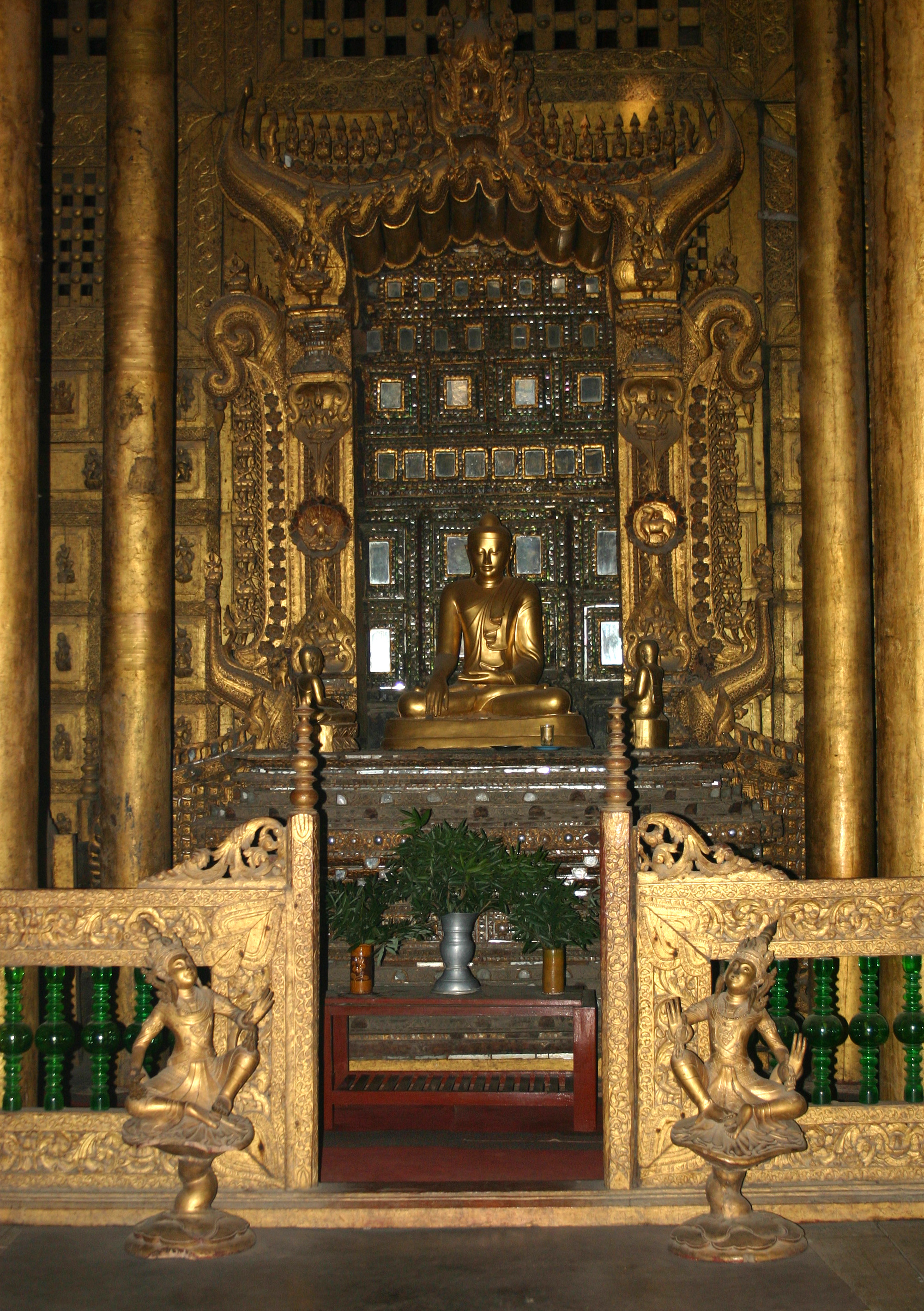
Halle
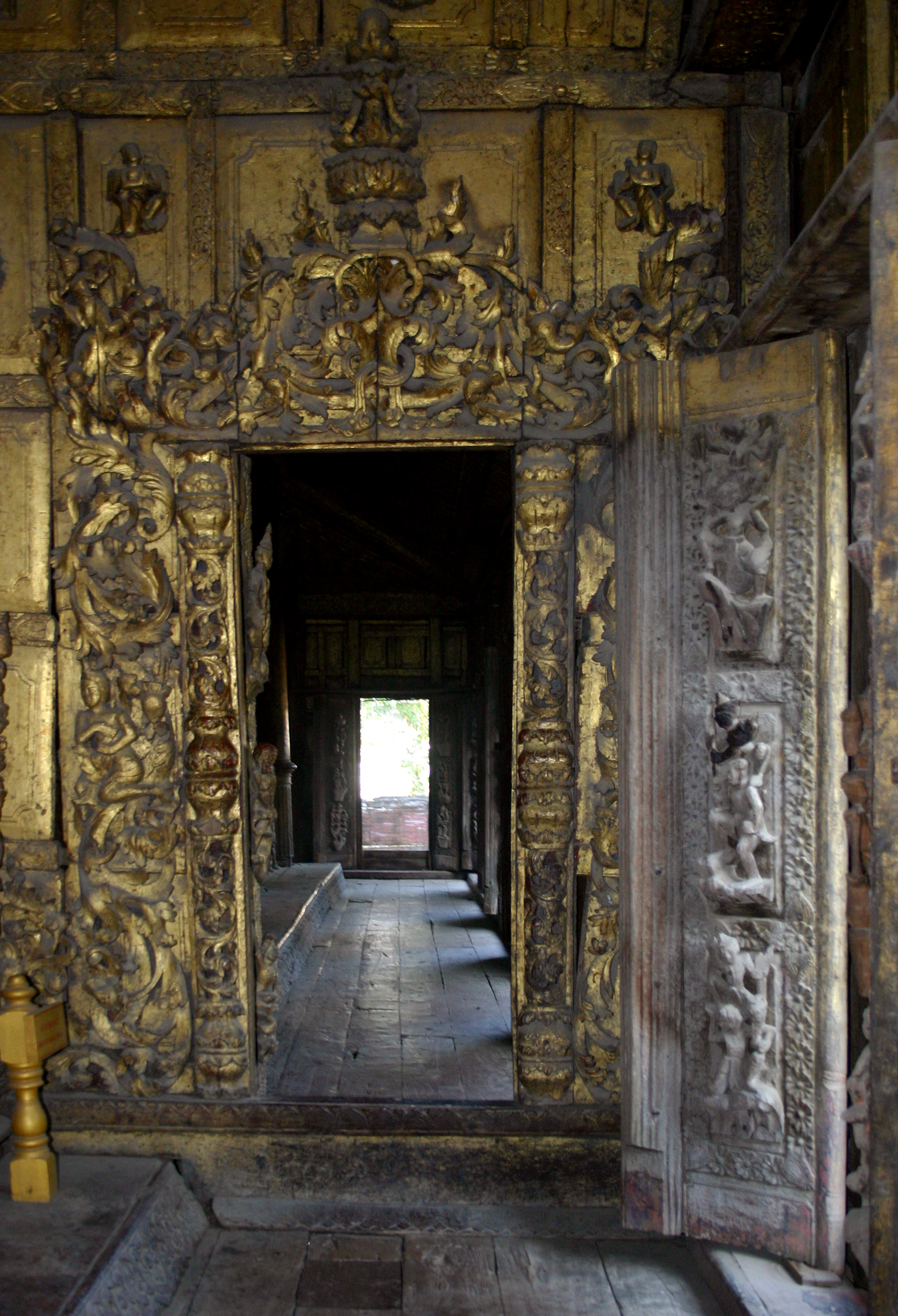
Durchblick
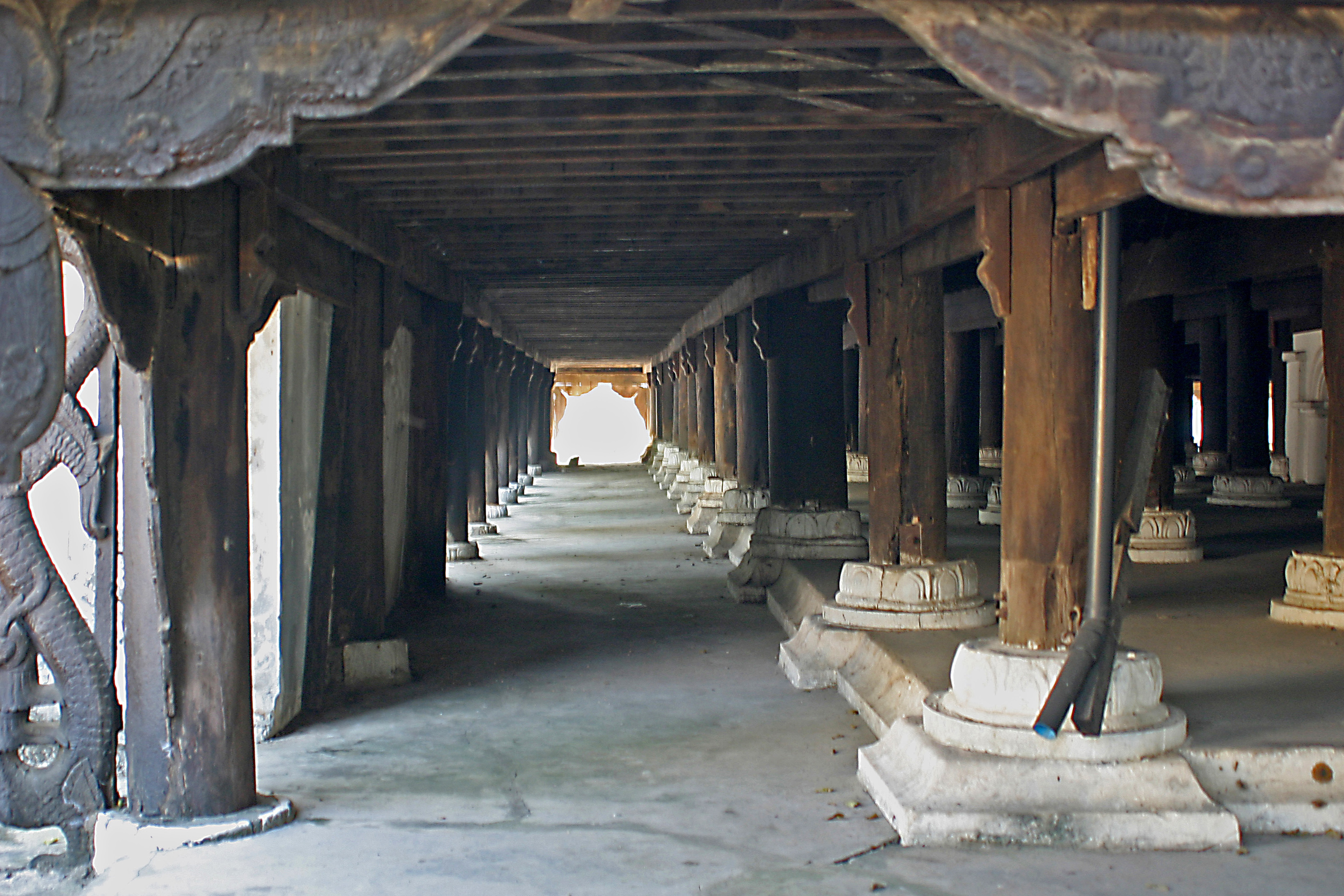
Basis
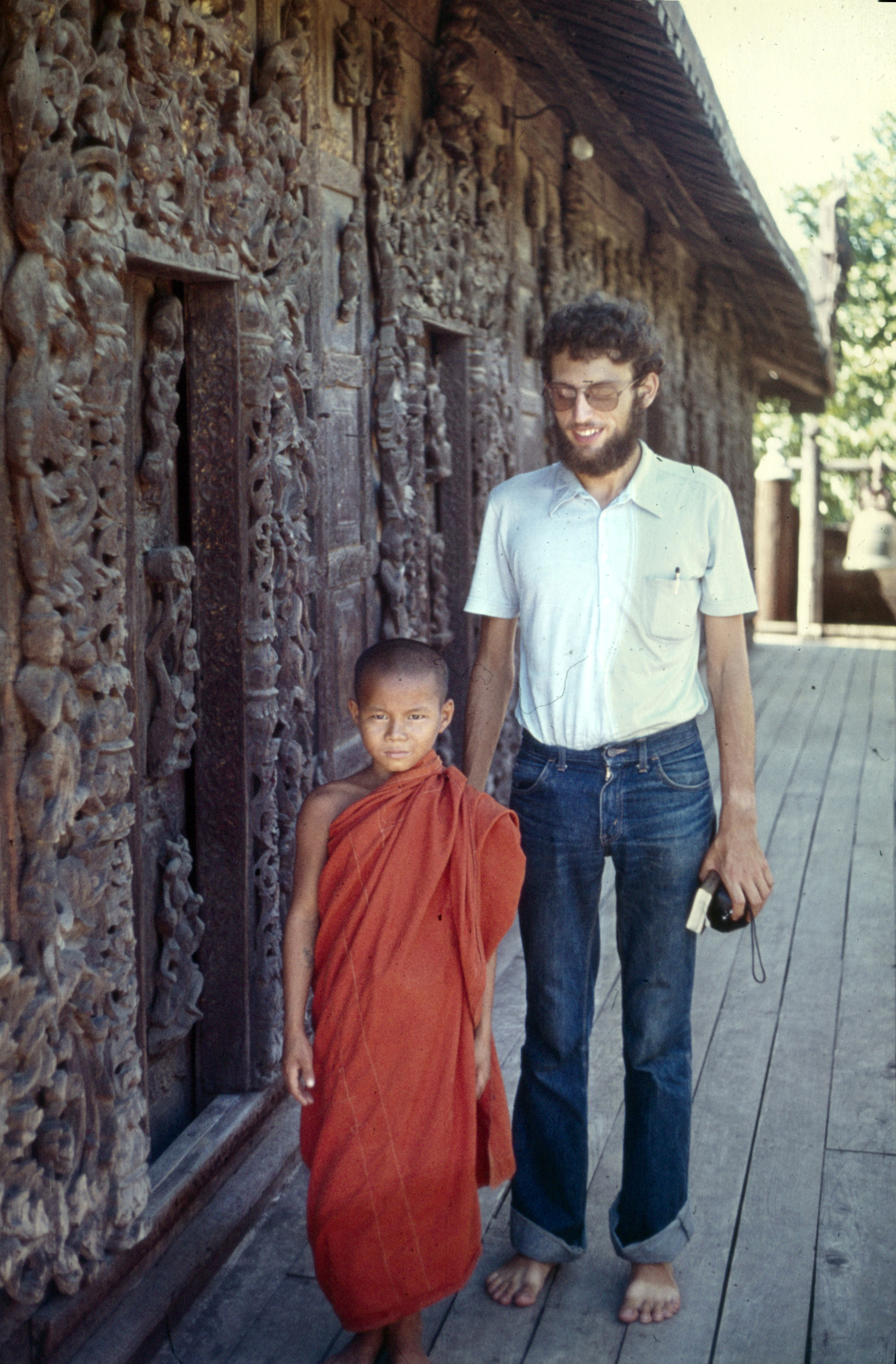
Novize und Besucher 1976
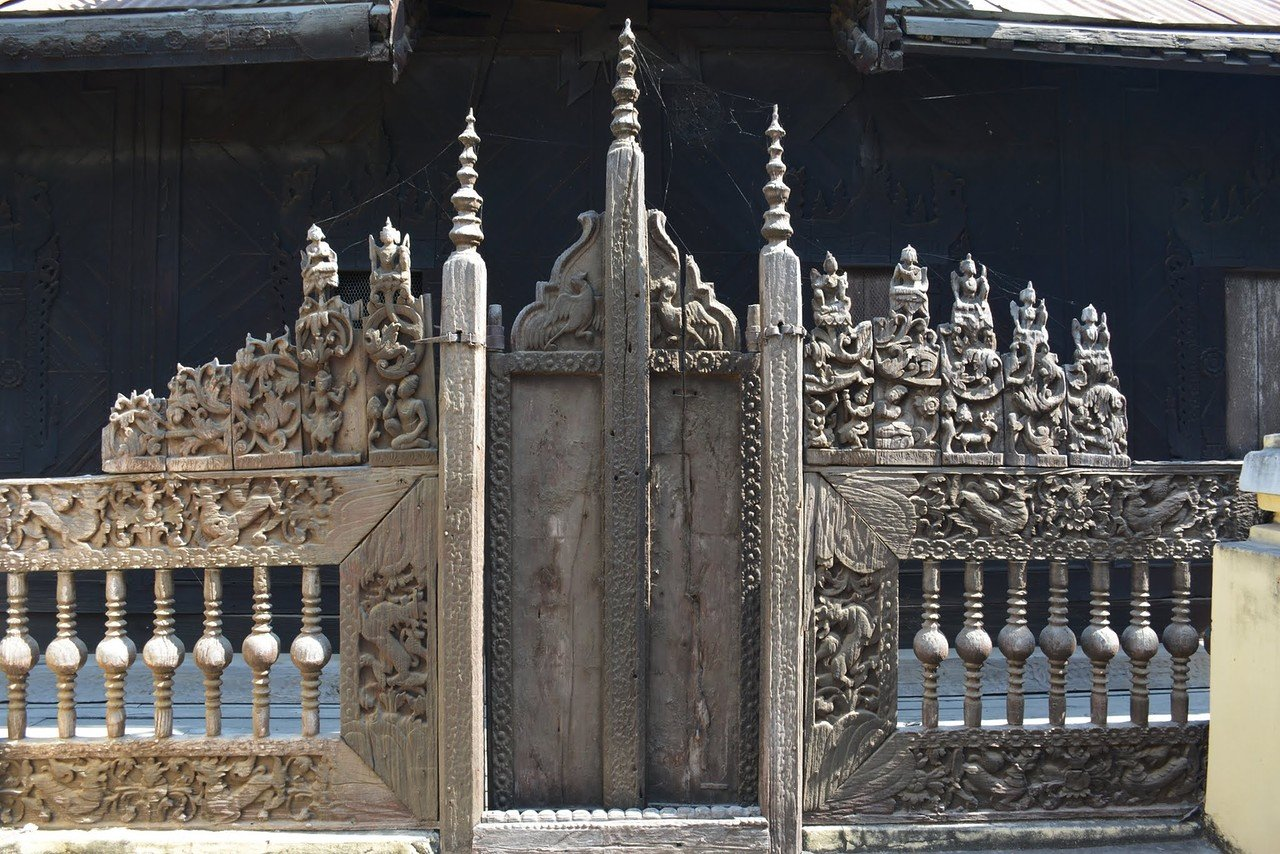
Feine Holztore
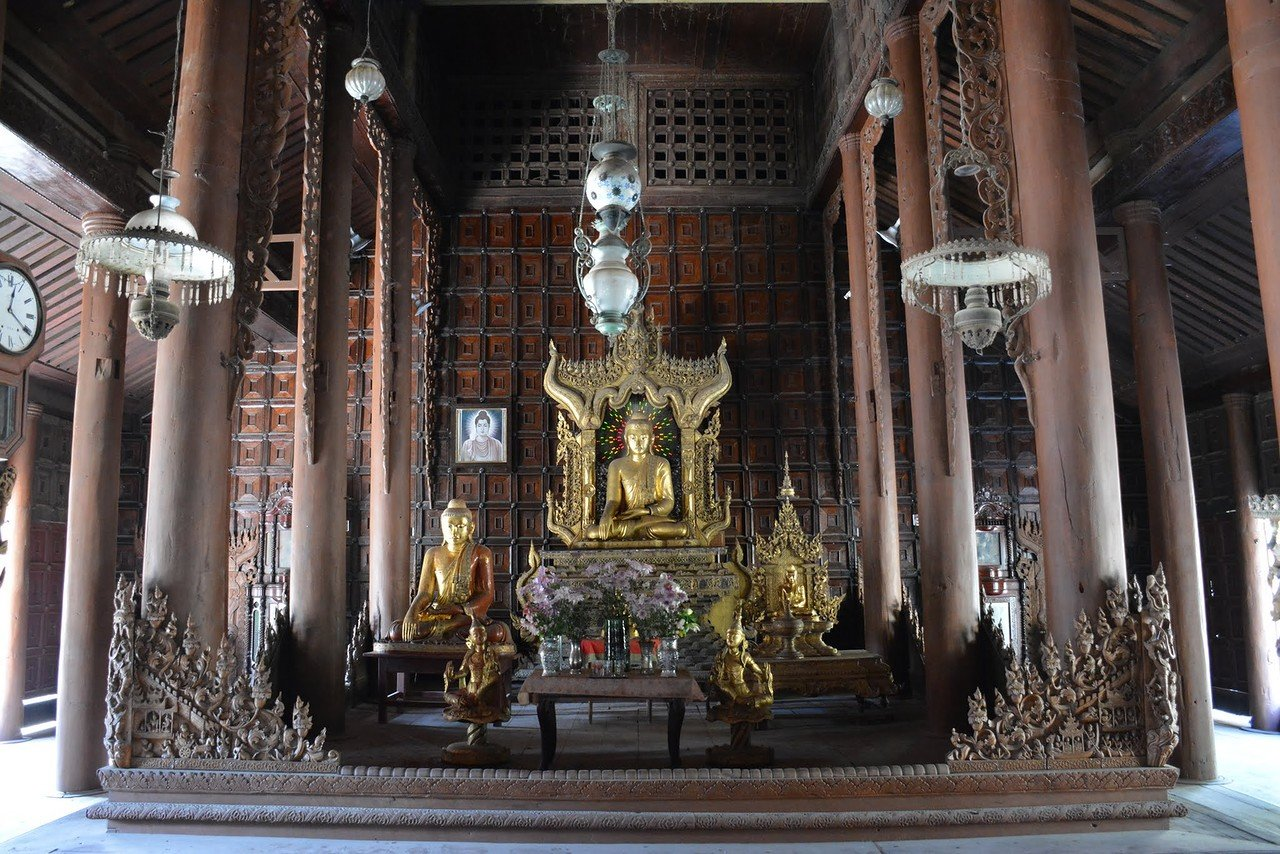
Altar in Shwenandaw Monastery